# Општина Вербица (Долж)
Вербица (рум. Verbiţa) општина је у Румунији у округу Долж.
Oпштина се налази на надморској висини од 229 m.